# Stibadium resoluta
Stibadium resoluta là một loài bướm đêm trong họ Noctuidae.